# 7 Minutes au paradis
Pour plus de détails, voir Fiche technique et Distribution.
7 Minutes au paradis (7 דקות בגן עדן, Sheva Dakot Began Eden) est un film israélien réalisé par Omri Givon en 2009.
Il a gagné le prix du meilleur film au festival de Haifa en 2008, et a été sélectionné au festival de Tribecca en 2009

## Synopsis
"On dit que, lorsque les âmes ne sont pas prêtes, 7 minutes leur sont accordées pour décider de revenir à la vie." Galia, une jeune femme de 27 ans blessée dans l’attentat d’un bus à Jérusalem, se met à rechercher l’homme qui lui a sauvé la vie. Un voyage qui va lui révéler une vérité insoupçonnable.

## Fiche technique
- Titre : 7 Minutes au paradis
- Titre original : 7 דקות בגן עדן (Sheva Dakot Began Eden)
- Réalisation et scénario : Omri Givon
- Musique : Adrien Blaise
- Photographie : Nital Netzer
- Production : Michael Rozenbaum
Elie Meirovitz
- Distribution : Zootrope
- Pays : Israël
- Langue : Hébreu
- Durée : 94 minutes
- Date de sortie : 14 octobre 2009 en  France

## Récompense
- Meilleur film au festival de Haifa en 2008

## Distribution
- Reymonde Amsalem : Galia